# Gordionus longareolatus
Gordionus longareolatus är en djurart som tillhör fylumet tagelmaskar som först beskrevs av Montgomery 1898. Gordionus longareolatus ingår i släktet Gordionus, och familjen Chordodidae. Inga underarter finns listade i Catalogue of Life.